# Canales de Lambert
Los canales de Lambert son conexiones accesorias en los pulmones. Conectan algunos bronquiolos con los alvéolos adyacentes. Su diámetro alcanza hasta 200 µm.
Junto con los poros de Kohn facilitan el movimiento colateral de gases dentro de las partes más pequeñas de los pulmones. Aun así, mientras los poros de Kohn conectan alvéolos adyacentes entre sí, los canales de Lambert conectan bronquiolos terminales con alvéolos.
Los canales de Lambert están tapizados con epitelio bronquial.